# Tetramorium hobbit
Tetramorium hobbit (лат.) — вид мелких муравьёв рода Tetramorium из подсемейства Myrmicinae. Мадагаскар (обнаружен на высотах от 80 до 923 м).

## Описание
Мелкие мирмициновые муравьи (длина около 3 мм), коричневого цвета. От сходных видов отличается массивным узелком петиоля и сетчатой скульптурой на голове и мезосоме.
Усики с булавой из 3 сегментов, скапус короткий. Стебелёк между грудкой и брюшком состоит из двух члеников: петиолюса и постпетиолюса (последний четко отделен от брюшка), жало развито. Головной индекс рабочих (CI, соотношение ширины головы к длине × 100): 100—102. Длина головы рабочих 0,79—0,88 мм, длина скапуса 0,52—0,58 мм, ширина головы 0,80—0,88 мм. Индекс скапуса рабочих (SI, соотношение длины скапуса к ширине головы × 100): 64—67. Брюшко гладкое и блестящее.
Вид T. hobbit был впервые описан в 2014 году американскими мирмекологами Франсиско Хита-Гарсиа (Francisco Hita Garcia) и Брайаном Фишером (Brian L. Fisher; Entomology, California Academy of Sciences, Сан-Франциско, Калифорния, США) вместе с таксоном Tetramorium gilgamesh. Таксон Tetramorium hobbit включён в состав видовой группы T. plesiarum species group рода Tetramorium (вместе с T. bressleri, T. gollum, T. plesiarum и T. mars). Сходен с видами T. bressleri (более крупный вид), T. mars (у него более короткий скапус усика), T. gollum (у этого вида более вздуто и изогнуто брюшко) и T. plesiarum.

## Этимология
Видовое название Tetramorium hobbit дано по имени вымышленного народа (хоббиты) из книг Джона Рональда Толкина «Хоббит» (1937) и «Властелин колец» (1954).